# L'Ombre d'Emily
Série
L'Ombre d'Emily 2
(2025)
Pour plus de détails, voir Fiche technique et Distribution.
L'Ombre d'Emily, ou Une petite faveur au Québec, (A Simple Favor), est un thriller américain réalisé par Paul Feig et sorti en 2018.
C'est une adaptation cinématographique du roman Disparue de Darcey Bell, publié en 2017.
Le film reçoit des critiques généralement positives de la part de la presse américaine, soulignant l'ambiance du film ainsi que les prestations d'Anna Kendrick et Blake Lively, et réalise une performance satisfaisante au box-office.
Une suite, L'Ombre d'Emily 2 (Another Simple Favor), sort en 2025.

## Synopsis
Warfield, Connecticut. Stephanie Smothers est la mère au foyer de banlieue parfaite : coquette, polie et aimante, elle participe aussi à toutes les activités de l'école de son fils qu'elle élève seule depuis la mort de son mari et anime un vlog d'astuces pour mères au foyer. Néanmoins, les autres parents se moquent d'elle, ce qui l'empêche de se faire des amis.
Mais tout commence à changer quand elle fait la rencontre d'Emily Nelson, la mère d'un ami de son fils. Les deux femmes sont très différentes : Emily est mariée, travaille en ville, jure, boit et dispose d'une grande confiance en elle et d'une classe folle. Pourtant, un après-midi, elles commencent à échanger autour d'un martini. Ce petit rendez-vous devient alors une habitude, au point qu'elles deviennent meilleures amies.
Un jour, Stephanie reçoit un appel d'Emily qui lui demande de récupérer son fils après les cours. Mais la soirée passe, puis un jour, puis un autre et aucun signe d'Emily. Désespérée, elle contacte le mari d'Emily qui est en déplacement pour lui faire part de la disparition de sa femme.
Une enquête de police est ouverte, mais Stephanie ne peut s'empêcher de penser à son amie. Elle va alors commencer à découvrir les nombreux et sombres secrets d'Emily.

## Fiche technique
Sauf indication contraire, les informations mentionnées dans cette section peuvent être confirmées par la base de données cinématographiques IMDb,  présente dans la section « Liens externes ».
- Titre original : A Simple Favor
- Titre français : L'Ombre d'Emily
- Titre québécois : Une petite faveur
- Réalisation : Paul Feig
- Scénario : Jessica Sharzer, d'après le roman Disparue de Darcey Bell
- Direction artistique : Brandt Gordon
- Décors : Patricia Larman
- Costumes : Renee Ehrlich Kalfus
- Photographie : John Schwartzman
- Montage : Brent White
- Musique : Theodore Shapiro
- Production : Paul Feig et Jessie Henderson
- Producteurs délégués : Mike Drake et Jason Cloth
- Sociétés de production : Lionsgate Films, Feigco Entertainment et Bron Studios en association avec Hercules Fund
- Sociétés de distribution : Lionsgate (États-Unis), Entertainment One / Les Films Séville (Canada / Québec) et Metropolitan Filmexport (France)
- Budget : 20 millions de dollars[3]
- Pays d'origine :  États-Unis
- Langues originales : anglais
- Format : Couleur - 2.00:1 - son Dolby Atmos
- Genre : Thriller et comédie noire
- Durée : 117 minutes
- Dates de sortie :
  - États-Unis / Canada / Québec : 14 septembre 2018
  - France / Belgique / Suisse romande : 26 septembre 2018

## Distribution
- Blake Lively (VF : Élisabeth Ventura ; VQ : Catherine Proulx-Lemay) : Emily Nelson[note 1]
- Anna Kendrick (VF : Karine Foviau ; VQ : Catherine Bonneau) : Stephanie Smothers
- Henry Golding (VF : Pascal Nowak ; VQ : Maël Davan-Soulas) : Sean Townsend
- Ian Ho (VQ : Raphael Bleau) : Nicky Townsend
- Joshua Satine (VQ : Hermäs Roy-Petit) : Miles Smothers
- Andrew Rannells (VF : Nessym Guetat ; VQ : Gabriel Lessard) : Darren
- Kelly McCormack (VQ : Eloisa Cervantes) : Stacy
- Aparna Nancherla (VQ : Aurélie Morgane) : Sona
- Bashir Salahuddin (en) (VF : Daniel Lobé) : détective Summerville
- Rupert Friend (VF : Anatole de Bodinat) : Dennis Nylon
- Linda Cardellini (VF : Déborah Perret) : Diana Hyland
- Jean Smart (VF : Annie Balestra) : Margaret McLanden
- Roger Dunn : Bruce Hargrave
- Dustin Milligan : Chris
- Danielle Bourgon : Grace Smothers
- Eric Johnson : Davis
- Glenda Braganza (en) (VQ : Julie Carrier-Prévost) : Kerry Glenda
- Gia Sandhu (de) : Valerie
- Paul Jurewicz : Bobby Chelkowsky
- Sarah Baker : Maryanne Chelkowsky
- Nicole Peters et Lauren Peters (VF : Laetitia Coryn) : Hope et Faith McLanden à 16 ans

 Source et légende : version française (VF) sur RS Doublage ; version québécoise (VQ) sur Doublage.qc.ca

## Production

### Développement
En janvier 2016, la branche Fox 2000 du studio 20th Century Fox annonce avoir acquis les droits d'adaptation du roman Disparue de Darcey Bell avant même la publication du roman, le studio espérant suivre le succès des films Gone Girl et La Fille du train.
En juin 2017, Fox 2000 se sépare du projet. Le studio Lionsgate récupère alors les droits de distribution. Il est également annoncé que Paul Feig réaliserait le film et que les actrices Anna Kendrick et Blake Lively étaient en discussion pour interpréter les deux femmes au centre de l'histoire.

### Attribution des rôles

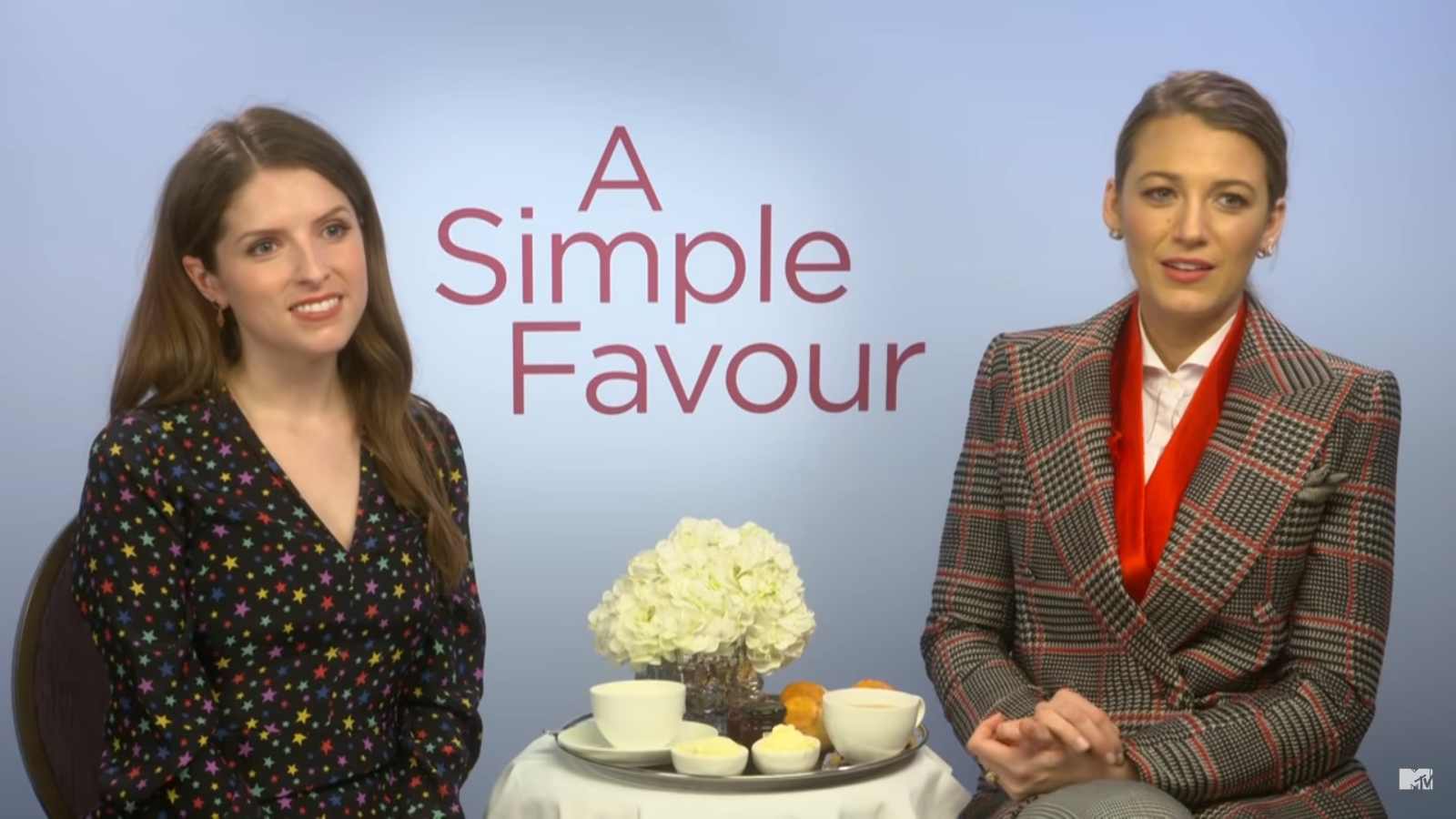
Les actrices Anna Kendrick et Blake Lively durant la promotion du film.

En juillet 2017, Anna Kendrick et Blake Lively rejoignent officiellement la distribution du film pour interpréter respectivement Stephanie Ward et Emily Nelson. L'acteur Henry Golding est également annoncé dans le rôle du mari du personnage de Lively.
En septembre 2017, Paul Feig annonce que Linda Cardellini rejoint le film dans un rôle secret. Elle est suivie par Andrew Rannells, Jean Smart et Rupert Friend, dont la participation au film sera révélée plus tard.

### Tournage
Le tournage du film s'est déroulé à Toronto dans la province d'Ontario au Canada. Il a débuté le 14 août 2017.

### Musique
La musique du film est composée par Theodore Shapiro, qui avait déjà travaillé avec Paul Feig pour Spy (2015) et SOS Fantôme (2016).
On peut par ailleurs entendre dans le film plusieurs chansons non originales, notamment plusieurs titres en français.
Liste des chansons présentes dans le film
- Ca s'est arrangé de Jean-Paul Keller
- Comment te dire adieu de Françoise Hardy
- La Madrague de Brigitte Bardot
- Les Passants de Zaz
- Mambo #5 (A Little Bit of...) de Lou Bega
- Une Histoire de Plage de Brigitte Bardot
- Under My Skin de Claudia Kane
- Bonnie and Clyde de Brigitte Bardot & Serge Gainsbourg
- Les Cactus de Jacques Dutronc
- It's a Sunshine Day de The Brady Bunch
- Fuerza de La Mala Rodríguez
- Ante Up (Robbin Hoodz Theory) de M.O.P.
- Laisse tomber les filles de France Gall (ainsi qu'une reprise par No Small Children)
- I Don't Want to Have to Lie de Lolo
- 3 Lil' Putos de Cypress Hill
- Changement d'Orelsan

Par ailleurs, dans les bandes annonces du film, on pouvait entendre Crier tout bas de Cœur de pirate et Poisson rouge de Saint Privat.

## Accueil

### Critique
Le film reçoit des critiques majoritairement positives aux États-Unis. Sur le site agrégateur de critiques Rotten Tomatoes, il obtient 85 % de critiques positives, avec une note moyenne de 6,9/10 sur la base de 170 critiques positives et 29 critiques négatives. Le film obtient le statut « Frais », le certificat de qualité du site.
Sur Metacritic, il obtient une note de 67/100 basée sur 40 critiques collectées.
En France, côté presse, Télérama est emballé par la réalisation de Paul Feig qui « orchestre un polar à tiroirs, truffé de dialogues acides, et où les rebondissements, assez prévisibles, comptent moins que l’interprétation du duo de comédiennes. ».
L'Obs est moins convaincu : « La résolution du mystère repose ici sur de vieilles recettes éculées, et le réalisateur de comédies féminines et cyniques s'échine à injecter un second degré qui grippe encore plus les rouages du polar. Un grand écart parfois plaisant, mais qui finit par déséquilibrer l'ensemble. ».

### Box-office
| Pays ou région | Box-office      | Date d'arrêt du box-office | Nombre de semaines |
| -------------- | --------------- | -------------------------- | ------------------ |
| France         | 179 331 entrées | 30 octobre 2018            | 5                  |
| États-Unis     | 53 548 586 $    | 22 novembre 2018           | 10                 |
| Mondial        | 97 644 617 $    | -                          | arrêté             |

## Suite
Le tournage de la suite débute en mars 2024. Elle est diffusée depuis le 1er mai 2025 sur Prime Video.